# Drevvikenpartiet
Drevvikenpartiet, DP, är ett lokalt politiskt parti i Huddinge kommun bildat 1998, vars huvudsakliga fråga är att kommundelarna Trångsund och Skogås ska brytas ut ur Huddinge kommun och utgöra en egen, självständig kommun. Partiets symbol är en näckros.
Sedan 2023 är Ingalill Söderberg partiets oppositionsråd. Partiordförande är Leif Dyrvall.

## Historik
Enligt partiets egen historieskrivning var bakgrunden till partibildningen att invånarna i de östra delarna av Huddinge kommun kände sig bortglömda och upplevde en större ekonomisk och infrastrukturell gemenskap med Haninge och Stockholm än med kommunens huvudort Huddinge. Tidigare hade Länsstyrelsen i Stockholms län utrett frågan om en kommundelning, men utan att någon förändring skett. Den 14 januari 1998 bildades därför Drevvikenpartiet, på initiativ av Skogåsbon Allan Albiin. 
Drevvikenpartiet ställde upp i kommunalvalen samma år, med kommundelningen som sin huvudfråga. Partiet fick 4,81 procent av rösterna och 3 av 61 mandat i kommunfullmäktige. Efter koalitionsförhandlingar blev Drevvikenpartiet en del av kommunens politiska majoritet och kunde därigenom driva fram en folkomröstning om en eventuell kommundelning.
Partiet har pendlat mellan 2 och 4 mandat, och ingått i den styrande koalitionen vid flera tillfällen. Sitt bästa resultat sett till procentuell andel av rösterna och antal fullmäktigemandat vann Drevvikenpartiet i kommunalvalen 2006, med 6,1 procent av rösterna i kommunen och 4 mandat i fullmäktige. Sitt bästa resultat sett till röster erhöll partiet i kommunalvalen 2018.

## Politik
Partiets huvudfråga var från början att kommundelarna Trångsund och Skogås (som ligger vid sjön Drevviken) ska brytas ut ur Huddinge kommun och bilda egen kommun.
Två kommunala folkomröstningar har ordnats i frågan, den första redan året efter partiets bildande och inträde i kommunfullmäktige, det vill säga 1999. Samtliga kommuninvånare fick delta i folkomröstningen. Valdeltagandet uppgick till 36 procent, och av de röstande motsatte sig 59 procent en utbrytning ur kommunen.
Den 20 april 2008 hölls ytterligare en folkomröstning om kommundelning, efter att Drevvikenpariet fått igenom det i koalitionsförhandlingar med den borgerliga majoriteten i kommunen. Om fler än 60 procent av de röstande hade förordat en delning hade den borgerliga kommunledningen förbundit sig att begära kommundelningen hos regeringen. I denna omröstning deltog endast de kommuninvånare i de områden som skulle ingå i den nya, utbrutna kommunen. Samtidigt genomfördes en enkät bland 2 000 kommuninvånare i övriga kommundelar. Valdeltagandet uppgick till 53 procent, varav 40 procent röstade för och 59 procent mot kommundelningen. I enkäten som gjordes i övriga Huddinge svarade 72 procent att de var emot en delning.
Drevvikenpartiet har trots förlusterna i folkomröstningarna fortsatt sin verksamhet och varit representerade i kommunfullmäktige fram till och med mandatperioden 2022-2026.Det politiska fokuset är fortsatt de östra kommundelarna, med tätorterna Skogås, Trångsund, Länna och Vidja som målområde. Drevvikenpartiet beskriver sig som utanför de politiska blocken eller som ett "lila parti, alltså en blandning av rött och blått".

## Valresultat
| År   | Röster | Procent | Mandat         |
| ---- | ------ | ------- | -------------- |
| 1998 | 2 152  | 4,81 %  | 3 av 61 mandat |
| 2002 | 2 140  | 4,51 %  | 3 av 61 mandat |
| 2006 | 3 030  | 6,07 %  | 4 av 61 mandat |
| 2010 | 2 283  | 4,15 %  | 3 av 61 mandat |
| 2014 | 2 476  | 4,21 %  | 2 av 61 mandat |
| 2018 | 3 188  | 5,05 %  | 3 av 61 mandat |
| 2022 | 3 116  | 5,00 %  | 3 av 61 mandat |